# 吉田麻也
吉田麻也（日语：／ Yoshida Maya，1988年8月24日—），日本足球運動員，司職後衛。現效力美職聯球隊洛杉磯銀河，同時是前日本國家足球隊隊長。

## 早期生涯
1988年8月24日，吉田麻也出生于日本长崎县长崎市。
1996年，就读于佐古小学校小学2年级的吉田麻也开始练习足球，并加入校队（南陵FC）。
1999年，吉田麻也就读于佐古小学校小学6年级时，通过了名古屋鲸鱼少年梯队的测试并被选入队中。

## 俱樂部生涯
2007年1月，吉田麻也与名古屋鲸鱼的一线队签约，成为一名职业足球运动员。5月3日，在日职联赛第9轮名古屋鲸鱼对阵大分三神的比赛中，吉田麻也第一次代表名古屋鲸鱼在日职联赛中出场。
2009年12月，吉田麻也转会至荷甲球隊芬洛。2009-10年赛季，吉田麻也未能代表芬洛出场。
2011年9月11日，吉田麻也在与PSV埃因霍溫的比赛中打入倒勾球，这一进球被评为2011-12年赛季荷甲联赛的最佳入球。
2012年8月31日，吉田麻也转会至英超球隊南安普頓，双方签下了一份为期3年的合同，南安普敦足球俱乐部花费了200万英镑。9月15日，在英超第4轮阿森纳主场迎战南安普頓的比赛中，吉田麻也首次在英超亮相。2013年3月16日，在英超第30轮南安普顿主场3-1爆冷击败利物浦的比赛中，吉田麻也首发打满全场。
2015年1月2日，南安普頓宣布同吉田麻也正式续约，双方签署一份为期三年的新合同。
2017年4月6日，在英超第31轮比赛中，南安普顿坐镇主场3-1逆转战胜来访的水晶宫，吉田麻也打入了2016-17年赛季英超的首粒进球，帮助球队取得了逆转。4月29日，在英超第35轮南安普顿主场0-0战平赫尔城的比赛中，吉田麻也首发出战并打满全场，成为第一位在英超出战100场的日本球员。
南安普顿官方宣布，球隊和吉田麻也续约，吉田麻也将会在球队待到2020年。
英超球隊南安普敦后卫吉田麻也外租意甲球队桑普多利亚，租借期半年，包含续租一年选项，租借费20万欧元。
意甲第26轮联赛中，吉田麻也代表桑普多利亚首发出场，帮助球队2-1战胜了维罗纳，迎来了他的意甲联赛首秀。
2021年1月18日，吉田麻也与桑普多利亚续约至2022年6月30日。
史浩克04官方宣布，球队签下吉田麻也，双方签约1年，并有1年的续约附加条款。

## 国家队生涯
由于在俱乐部的出色表现，2008年8月未满20岁的吉田麻也入选日本国奥队参加2008年北京奥运会。
2010年1月6日，吉田麻也在和也门的亚洲杯外围赛中第一次代表国家队出场。2011年1月，吉田麻也代表日本队参加了2011年亚洲杯。在日本队首场对阵约旦的比赛中，吉田麻也打进一记乌龙球，但在比赛伤停补时阶段将功补过，打进一球。最终吉田麻也随日本队夺得第15届亚洲杯冠军。9月2日，2014年世界杯预选赛亚洲区20强赛，C组的种子队日本队主场迎战北韩，伤停补时第4分钟，中卫吉田麻也打进全场唯一进球。
2012年，吉田麻也作为队长带领日本国奥队参加了伦敦夏季奥运会，在四分之一决赛日本国奥队与埃及国奥队的比赛中打入1球，日本国奥队最终获得第四名。
2015年1月20日，在2015年亚洲杯最后一轮小组赛日本2-0战胜约旦的比赛中，吉田麻也首发出场，这是他第50次代表日本国家队登场。
2016年6月3日，在麒麟杯首轮日本队7-2狂胜保加利亚队的比赛中，吉田麻也梅开二度。
2017年3月27日，吉田麻也在世界杯外围赛日本客场2-0战胜阿联酋的比赛中，代替膝盖受伤而休战的长谷部诚出任日本男足场上队长。
吉田麻也在2019年亚洲杯出任日本队队长。是届亚洲杯决赛由日本对赛首次晋身亚洲杯决赛的卡塔尔，结果卡塔尔在决赛以3-1击败日本，日本只能夺得亚军。
2022年11月，吉田麻也入選日本隊2022年世界盃大名單。12月5日，日本對克羅埃西亞的十六強賽事，吉田麻也於PK大戰階段射失，令日本隊出局。

## 人物及个人生活
2013年8月，效力于英超联赛的南安普顿足球俱乐部的吉田麻也，正式确认为EA足球游戏《fifa 14》日版的封面球星。
吉田麻也现已婚，妻子曾是模特儿，现育有一子二女。

## 榮譽
洛杉磯銀河
- 美國職業足球大聯盟盃冠軍：2024[8]

日本國家隊
- 亞足聯亞洲杯冠軍：2011

## 外部連結
- 足球数据库：吉田麻也的球员统计数据
- 官方网站
- 吉田麻也 公式ブログ Powered by LINE （页面存档备份，存于）
- 吉田麻也 旧オフィシャルブログ （页面存档备份，存于） - Ameba Blog（2016年5月まで）
- 吉田麻也オフィシャルブログ
- 吉田麻也的X（前Twitter）
- 吉田麻也的Instagram帳戶
- shootribe（吉田麻也マネジメント会社） （页面存档备份，存于）
- Soccerway資料庫：吉田麻也
- 吉田麻也 – FIFA國際賽競賽紀錄 (存檔)
- 日本職業足球聯賽中的吉田麻也 （日語）
- サウサンプトンFCによる公式プロフィール （页面存档备份，存于）